# 奚警心
奚警心，字骏声，浙江天台人，中华民国官員。
奚警心是陳儀的同学兼同乡，閩變失败后，于民国23年3月受福建省政府主席陈仪之聘接替祝传钺任霞浦县县长。由于其不理政务，终日饮酒，被地方人士控告，陈仪以其为同学，不便予以解职，遂于当年11月调任福鼎县长，霞浦县长一职由张灿代之；调任福鼎后不久，被福鼎人控告去职。